# Dejan Rusmir
Dejan Rusmir (in serbo Дejaн Pуcмиp?; Belgrado, 28 gennaio 1980) è un ex calciatore serbo, di ruolo centrocampista.

## Carriera

### Serbia
Ha iniziato la sua carriera nelle file giovanili del Radnički Belgrado. Dopo aver impressionato nel club di terza divisione, nel 2001 viene subito preso dal Partizan e inserito in prima squadra. Nel 2003 lascia il Partizan e si trasferisce al Rad Belgrado dove rimane per tre stagioni.

### Romania
Nel 2006 si trasferisce in Romania per giocare con il Ceahlăul, squadra che allora era stata promossa in prima divisione. Nelle sue due stagioni con il club ha dato buone prestazioni, ottenendo così un posto da titolare e collezionando 53 presenze in totale, con 10 gol segnati. Per la stagione 2008-2009, si unisce al Farul Costanza, in cui colleziona 27 presenze e 5 gol segnati. Nonostante ciò il club rumeno non riesce a salvarsi e retrocede in seconda divisione. Anche se retrocesso, Rusmir rimane con il Farul Costanza per la stagione 2009-2010. In Liga II conta 10 presenze e un gol segnato.

### Stati Uniti
Nel febbraio 2011 si unisce alla squadra statunitense del Columbus Crew. È stato inserito per la prima volta nella rosa della squadra nella partita dei quarti di finale della CONCACAF Champions League 2011 contro il Real Salt Lake. Ha fatto il suo debutto in Major League Soccer il 19 marzo 2011, nella gara di apertura della stagione 2011 contro il D.C. United.

## Palmarès

### Club

#### Competizioni nazionali
- Campionato serbomontenegrino: 2

Partizan: 2001-2002, 2002-2003